# Saint-Pierre-de-Bailleul

Saint-Pierre-de-Bailleul este o comună în departamentul Eure, Franța. În 1 ianuarie 2022 avea o populație de 975 de locuitori.